# Paracytheridea tschoppi
Paracytheridea tschoppi is een mosselkreeftjessoort uit de familie van de Cytheridae. De wetenschappelijke naam van de soort is voor het eerst geldig gepubliceerd in 1946 door Bold.